# Bliżów
Bliżów is een plaats in het Poolse district  Zamojski, woiwodschap Lublin. De plaats maakt deel uit van de gemeente Adamów en telt 220 inwoners.